# Dražen Šivak
Dražen Šivak (Rijeka, 13. siječnja 1974.) hrvatski je glumac.

## Životopis
Živio je u Opatiji do upisa na Akademiju dramske umjetnosti. Dobio je status slobodnjaka i 1998. godine postao je član ansambla &TD gdje je ostao do 2006. Igrao je u svim dramskim kazalištima u Zagrebu, ali i izvan njega. Pokrenuo je nezavisnu kazališnu skupinu Grupa (nekad Grupa i Glumci) i, zajedno sa Zijahom A. Sokolovićem, THEARTO projekt edukacije djece umjetnošću Od 2002. do 2009. godine radio je na Akademiji dramske umjetnosti kao asistent na Katedri scenskog pokreta. U Kolumbiji je boravio na poziv trupe Sankofa s kojima surađuje, a nekoliko godina radio je i u Budimpešti s poznatom kazališnom trupom Árpáda Schillinga, Krétakör. U Mađarskoj je također pokrenuo Thearto projekt na poziv Mu Szinhaz iz Budimpešte. Sudjelovao je u stvaranju klaunske scene u Hrvatskoj surađujući s redateljicom i klaunskom učiteljicom Lee Delong. Godine 2019. u Barceloni je pohađao Nouveau Clown Institute pod vodstvom klauna Janga Edwardsa.
Redovno drži radionice na temu prisutnosti i autentičnosti izvođača te kreativnosti.

## Filmografija

### Televizijske uloge
- Žutokljunac kao Žutokljunac (2005.)
- Bumerang kao inspektor Šimić (2006.)
- Odmori se, zaslužio si kao Bwanandra (2006.)
- Balkan Inc. kao Brat I. (2006.)
- Dobre namjere kao Ivan Golić/Ivan Kolić (2007.-2008.)
- Mamutica kao Stanko Mataga (2008.)
- Kod Ane kao gost (2009. i 2010.)
- Zakon! kao šogor (2009.)
- Moja 3 zida kao Dražen (2009.)
- Na terapiji kao klijent (2013.)
- Patrola na cesti kao Željko (2015.)
- Novine kao Oleg Nikolić (2016.-2018.)
- Dug moru kao Franco (2022.)

### Filmske uloge
- Dobrodošli u Sarajevo kao Željko (1997.)
- Bogorodica kao vozač u sudaru (1999.)
- Zamrznuti kadar (1999.)
- Život sa žoharima (2000.)
- Srce nije u modi kao Nebojša (2000.)
- Nigredo (2001.)
- 100 minuta slave kao Salonac Ladislav (2004.)
- Sex, piće i krvoproliće kao policajac (2004.)
- Snivaj, zlato moje kao bolničar (2005.)
- Ono sve što znaš o meni kao Dražen (2005.)
- Metastaze kao doktor (2009.)
- Get a Move On (Krenuti dalje) kao Ef (2011.)
- Lea i Darija kao Igor Stravinski (2011.)
- Josef kao kapetan Serjoza (2011.)
- Ljudožder vegetarijanac kao patolog Duvnjak (2012.)
- Jonina arka kao učitelj glazbenog (2012.)
- Simon Čudotvorac kao Glava (2013.)
- Kad mobiteli utihnu kao Majin tata (2013.)
- Zajedno kao Ante (2014.)
- Uzbuna na zelenom vrhu kao Žoharov tata (2017.)
- Agape kao Ante (2017.)
- Hladni rat kao detektiv #1 (2018.)
- Pelikan (2022.)
- Tragovi (2022.)

### Sinkronizacija
- Ne gledaj gore kao Adul Grelio (2021.)
- Zmaj iz čajnika kao Pockets (2021.)
- Ekipa za 6 kao Baymax (2020.)
- Toomas ispod doline divljih vukova (2019.)
- Aladin kao Jafar (2019.)
- Dumbo kao Neils Skellig (2019.)
- Klub Mikija Mausa kao Šiljo (2015.-2020.)
- Hotel Transilvanija 2 kao turistički putnik (2015.)
- Ekipa za 6 kao Baymax (2014.)
- Moj ljubimac Marmaduke kao Phil Winslow (2010.)
- Princeza i žabac kao Travis (2009.)
- Miki Maus i prijatelji kao Šiljo (2007.)

### Kazalište
- 1994. – Hamlet (W. Shakespeare) – režija: J. Juvančić;  HNK Zagreb/Dubrovačke ljetne igre
- 1994. – Trač o ljubavi (V. Stojsavljević) – režija: V. Stojsavljević; ZKM Zagreb
- 1995. – Mafija (D. J. Bužimski) – režija: Lukas Nola; ZKM Zagreb
- 1995. – Poslije Hamleta (L. Paljetak) – režija: Krešimir Dolenčić, Teatar &TD
- 1996. – Kako sada stvari stoje (Ivica Boban / glumci) – režija: Ivica Boban; Teatar &TD, Zagreb
- 1996. – Male žene (L. M. Alcott) – režija: Katja Šimunić; ZKM Zagreb
- 1996. – Zamah (Asja Srnec Todorović) – režija: A. S. Todorović; Teatar &TD
- 1997. – Promatranja (Bobo Jelčić / Nataša Rajković) – režija: Bobo Jelčić; HNK Varaždin
- 1997. – Poljubac žene-pauka (Manuel Puig) – režija: Saša Broz; DK Gavella, Zagreb
- 1997. – Ospice (Ivan Vidić) – režija: Krešimir Dolenčić; DK Gavella, Zagreb
- 1998. – Usporavanja (Bobo Jelčić / Nataša Rajković) – režija: Bobo Jelčić; Teatar &TD
- 1999. – Nesigurna priča (Bobo Jelčić / Nataša Rajković) – režija: Bobo Jelčić; Teatar &TD
- 2000. – Grad u gradu (Bobo Jelčić / Nataša Rajković) – režija: Bobo Jelčić; ZKM Zagreb
- 2000. – Ljubavna pisma Staljinu (Juan Mayorga) – režija: Saša Broz; Teatar &TD
- 2001. – Sudnji dan (Žanina Mirčevska) – režija: Mario Kovač; Teatar &TD
- 2001. – Četvrta sestra (Janusz Glowatzky) – režija: Ivica Boban; Dubrovačke ljetne igre
- 2001. – Raspra (Marivaux) – režija: Janusz Kica; HNK Rijeka
- 2002. – M.U.R. (po motivima Marine Cvetajeve) – režija i koreografija: Ksenija Zec; ZPA / Teatar &TD
- 2002. – Antigona u New Yorku (Janusz Glowatzky) – režija: Joško Juvančić, Teatar Rugantino / Teatar &TD
- 2002. – Je li tko za sex? (David Ives) – režija: Mario Kovač; Teatar&TD
- 2003. – Bug (Richard Strand) – režija: Tea Gjergizi-Agejev; Teatar &TD
- 2003. – Rođenje (Zijah A. Sokolović) – režija: Zijah A. Sokolović; Grupa i glumci, Zagreb
- 2004. – Vassa Železnova (Maksim Gorki) – režija: Zlatko Sviben; HNK Zagreb
- 2004. – Pas, žena, muškarac (Sybille Berg) – režija: Zijah A. Sokolović; Teatar Exit
- 2004. – Matematika (Zijah A. Sokolović) – režija: Zijah A. Sokolović; Grupa i glumci
- 2004. – Ivona, kneginjica od Burgunda (W. Gombrowicz) – režija: Jasmin Novljaković; Teatar &TD
- 2005. – Becket (Jean Anouilh) – režija: Horea Popescu/Joško Juvančić, HNK Zagreb
- 2006. – Baal (Bertold Brecht) – režija: Eduard Miller, Istarsko narodno kazalište, Pula
- 2006. – Astronomer's dream – režija: Árpád Schilling, Krétakör, Budapest
- 2007. – Pesti Esti – režija: Annamária Láng & Fruszina Nagy, Krétakör, Budimpešta
- 2007. – Sve što je dobro i pametno – autor: Dražen Šivak, Grupa, Zagreb
- 2008. – Ne boj se, i mene je strah – režija: Ksenija Zec, Tala, Zagreb
- 2008. – Kurázsi Papa – režija: Árpád Schilling & Phéraille, Krétakör & Le Phun, Budapest
- 2009. – Pillowman (M. Macdonagh) – režija: Saša Broz, Scena Gorica, Velika Gorica
- 2009. – Jonah i Otto (R. Holman) – režija: Zijah A. Sokolović, Gradsko kazalište Sisak
- 2009. – Supersomething – autori: Lipovac/Milevoj/Gotovina/Klemenić, Plesni centar Tala, Zagreb
- 2010. – Tijelo – autori: Ksenija Zec i Saša Božić, Kazalište Trešnja, Zagreb
- 2010. – Okupljanje – autor: Dražen Šivak, režija: Dražen Šivak i Ksenija Zec, Grupa, Zagreb
- 2011. – Cabaret Brecht – Zadrživi uspon Artura Uija (Bertold Brecht) – režija: Lenka Udovički, Kazalište Ulysses, Zagreb
- 2012. – Dantonova smrt (Georg Büchner) – režija: Oliver Frljić; Dubrovačke ljetne igre
- 2013. – Sedmi kontinent (Petra Radin) – režija: Petra Radin i Leon Lučev; HNK Šibenik
- 2013. – Noć živih klaunova – režija: Lee Delong; Triko cirkus teatar
- 2013. – Pasivni otpor (Dora Delbianco) – režija: Mario Kovač; Tvornica lutaka
- 2014. – Waitapu (Joža Horvat) – režija: Saša Broz; Žar ptica
- 2014. – Dinosauri (Petra Radin) – režija: Petra Radin; Kazalište slijepih i slabovidnih Novi život
- 2014. – Feydeau…re…mi – režija: Lee Delong; Triko cirkus teatar
- 2015. – Demokracija (Zijah A. Sokolović) – režija: Zijah A. Sokolović; Thearto / Srbija u pokretu
- 2017. – Ravnopravnost (Zijah A. Sokolović) – režija: Zijah A. Sokolović; Thearto
- 2019. – Mistero buffo (Dario Fo) – režija: Lee Delong; Grupa u koprodukciji s Triko Cirkus Teatar
- 2020. – Dubrovačka zrcala – tri struka lovorike, pelina i vrijesa – režija: Dora Ruždjak Podolski i Marina Pejnović; Dubrovačke ljetne igre
- 2021. – Glava lava (Ivan Salečić) – režija: Aida Bukvić; Dubrovačke ljetne igre
- 2022. – Dvostruki aksl (Dražen Šivak) – režija: Dražen Šivak; Grupa u koprodukciji s Teatar &TD
- 2022. – Ljubovnici – režija: A. Švabić; Dubrovačke ljetne igre[1]
- 2023. – Tarzan (Rok Vilčnik) – režija: A. Švabić i Dražen Šivak; Grupa u koprodukciji s Teatar &TD
- 2023. – Maske (Dražen Šivak) – režija: Dražen Šivak; Grupa i Dubrovačke ljetne igre
- 2023. – Početak (David Eldridge) – režija: Aida Bukvić; Teatar Exit u koprodukciji s DKKKV, Gradsko kazalište Sisak

### Režija
- 2006. – Vrata – režija: Dražen Šivak, Ferrero & Exit, Zagreb
- 2007. – Sve što je dobro i pametno – autor: Dražen Šivak, Grupa, Zagreb
- 2010. – Okupljanje – režija: Dražen Šivak i Ksenija Zec, Grupa
- 2011. – Rođenje – režija: Dražen Šivak, tekst: Zijah A. Sokolović, Mu Színház, Budimpešta
- 2011. – Nasilje – režija i tekst: Dražen Šivak, Mu Színház, Budimpešta
- 2022. – Dvostruki aksl (Dražen Šivak) – režija: Dražen Šivak; Grupa u koprodukciji s Teatar &TD
- 2023. – Tarzan (Rok Vilčnik) – režija: A. Švabić i Dražen Šivak; Grupa u koprodukciji s Teatar &TD
- 2023. – Maske (Dražen Šivak) – režija: Dražen Šivak; Grupa i Dubrovačke ljetne igre
- 2023. – La Serva padrona (G.B. Pergolesi) – režija: Dražen Šivak, Korkyra baroque festival

## Nagrade
- Nagrada hrvatskog glumišta za najboljeg mladog glumca 1997.
- Nagrada za najboljeg glumca, Festival MMTM, 1998.
- Nagrada za najboljeg mladog glumca; Festival glumca, Vinkovci, 1998.
- Nagrada hrvatskog glumišta za najboljeg glumca u dječjim predstavama, 2003.
- Nagrada hrvatskog glumišta za najboljeg sporednog glumca, 2004.
- Nagrada za najbolju mušku ulogu, Štrih festival, Beograd, 2016.
- Nagrada Zlatna maska za najboljeg glumca, Art Trema festival, Ruma, 2019.
- Specijalna nagrada žirija, Festival malih scena i monodrame, Sarajevo, 2019.
- Nagrada publike, TIFBU festival, Bugojno, 2019.
- Nagrada za najbolju mušku ulogu Mladen Crnobrnja Gumbek, Dani satire, Zagreb, 2020.
- Nagrada za najbolju monodramu, Festival monodrame, Krapinske toplice, 2020.
- Glavna nagrada, Be:femon – festival monodrame, Bečej, 2020.
- Posebno priznanje, Gumbekovi dani, Zagreb 2020.

## Vanjske poveznice
- Dražen Šivak u internetskoj bazi filmova IMDb-u (engl.)